# Patilhas e Ventoinha
Patilhas e Ventoinha foi uma sitcom de humor português, transmitida pela RTP1, em 2001. Foi feita com os mesmos atores principais da sitcom "As Lições dos Tonecas". Estreou no dia 2 de janeiro de 2001.

## Sinopse
Em Lisboa existem dois detetives privados muito peculiares. O Chefe é o Patilhas, o outro é o Ventoinha, um subordinado, muito insubordinado.

## Elenco
- Morais e Castro - Patilhas
- Luís Aleluia - Ventoinha
- Isabel Baleiras